# Ranunculus gigas
Ranunculus gigas là một loài thực vật có hoa trong họ Mao lương. Loài này được Lourteig miêu tả khoa học đầu tiên năm 1956.